# Inge Viermetz
Inge Viermetz, född 7 mars 1908 i Aschaffenburg, död 23 april 1997 i Vaterstetten öster om München, var en tysk sjuksköterska. Hon var under andra världskriget högt uppsatt tjänsteman inom Lebensborn-programmet. Efter kriget åtalades Viermetz vid RuSHA-rättegången, men frikändes.